# Pixel C
Il Google Pixel C o semplicemente Pixel C (nome in codice Dragon o Smaug), è un tablet con il sistema operativo Android, sviluppato e commercializzato da Google. Il dispositivo è stato presentato il 29 settembre 2015 assieme ai Nexus 6P e Nexus 5X con cui ha in comune un connettore per la ricarica veloce USB Type C.

## Software
Il Pixel C utilizza il sistema operativo mobile Android, sviluppato da Google. Monta nativamente la versione 6.0 Marshmallow.
Il 7 dicembre 2015 viene rilasciato l'aggiornamento ad Android 6.0.1 introducendo un restyle della navigation bar, le nuove emoji dello standard Unicode 8.0, gli aggiornamenti di sicurezza mensili e svariate correzioni di bug minori.

## Hardware

### Schermo
Lo schermo misura 10.2 pollici e il display è di tipo LCD IPS Quad HD con una risoluzione di 2560 × 1800 pixel. Il vetro del Pixel C è un Corning Gorilla Glass 4, multi-touch (max. 10 tocchi contemporanei). La densità di pixel è di 308 ppi (pixel-per-inch, pixel per pollice). è anche dotato di un sensore di luce ambientale per regolare la luminosità dello schermo automaticamente.

### Tasti fisici
Ci sono un totale di due comandi fisici: il bilanciere del volume a sinistra ed il pulsante accensione/stand-by a destra.

### Audio
Il Pixel C è dotato di audio stereo. Presente il jack da 3,5 mm per le cuffie sul bordo destro.

### Camera
Il tablet è stato dotato di un sensore posteriore da 8 megapixel senza flash LED e di una fotocamera anteriore da 2 megapixel.

### Sensori
Pixel C ha al suo interno il nuovissimo Android Sensor Hub, presentato da Google, è un coprocessore a basso voltaggio con il compito di gestire il funzionamento di tutti i sensori scaricandone il lavoro del processore primario giovando sull'autonomia del dispositivo. è inoltre dotato di giroscopio, accelerometro, magnetometro.

### Memoria
Pixel C è disponibile in due varianti: 32 GB o 64 GB di memoria interna non espandibile. L'unico modo per "espandere" la memoria è utilizzare servizi di cloud storage quali Google Drive o simili oppure usare via OTG chiavette USB.

### CPU e RAM
Il Pixel C è fornito del processore a 64 bit octa core NVIDIA Tegra X1 operante a 1,90 GHz. ed è dotato di 3 GB di RAM LPDDR4. Possiede inoltre una GPU Maxwell con 256 cores grafici.

### Batteria
Il tablet monta una batteria ricaricabile agli ioni di litio da 9000 mAh, integrata nel sistema e non estraibile, in grado di garantire 12 ore di utilizzo. è ricaricabile tramite USB di tipo C.